# Aoyama Jun
Aoyama Jun (sinh ngày 3 tháng 1 năm 1988) là một cầu thủ bóng đá người Nhật Bản.

## Giải vô địch bóng đá U-20 thế giới
Aoyama Jun được triệu tập vào đội tuyển U-20 Nhật Bản tham dự Giải vô địch bóng đá U-20 thế giới 2007.